# Saint-François (Laval)
Saint-François, autrefois nommé Saint-François-de-Sales, est le deuxième plus grand quartier en superficie de Laval, au Québec, après Duvernay. Il est nommé en l'honneur de saint François de Sales. Ce quartier est principalement constitué de champs agricoles et de boisés.

## Géographie
Situé à l'extrême est de l'Île Jésus, Saint-François est délimité par la rivière des Mille Îles au nord, la rivière des Prairies au sud-est et par les quartiers d'Auteuil à l'ouest et Duvernay au sud. Une agglomération résidentielle se forme dans le sud-est du quartier.

## Éducation
La Commission scolaire de Laval administre les écoles francophones: 
- École primaire Fleur Soleil[2]
- École primaire L'Escale[3]
- École primaire Hébert[4]

La nouvelle école primaire de l'est (Val-des-Ruisseaux) a accueilli ses premiers élèves en septembre 2017. Elle est par contre considérée comme étant dans "Duvernay est", comme l'école primaire Notre-Dame-du-Sourire.
La Commission scolaire Sir Wilfrid Laurier administre les écoles anglophones. L'Académie Junior Laval et l'Académie Senior Laval (en) servent a toutes parties de Laval.

## Transport
Au nord, le boulevard des Mille-Îles longe la rivière du même nom tandis qu'au sud le boulevard Lévesque longe la rivière des Prairies.

### Pont Olivier-Charbonneau
Le projet de construction d'un pont reliant le quartier à Montréal a éveillé une opposition. Les écologistes n'en voulaient pas, car cela risquait de détruire un microclimat humide où de rares espèces vivent.
Le pont Olivier-Charbonneau a toutefois été construit et ouvert en mai 2011, soit près de six mois d'avance sur son échéancier initial. Il est à péage pour 35 ans.

## Galerie
|  |  |